# بورن‌زواخ
بورن‌زواخ (به هلندی: Boornzwaag) یک منطقهٔ مسکونی در هلند است که در اسکانسران واقع شده‌است. بورن‌زواخ ۱۰۵ نفر جمعیت دارد.